# Nati nel 1999/Dicembre
| Questa pagina contiene informazioni ricavate automaticamente dalle voci biografiche con l'ausilio del template Bio e di un bot. L'aggiornamento è periodico e automatico e ricostruisce completamente la pagina. Se manca una persona in questa lista, sei pregato di non aggiungerla, ma accertati piuttosto che la sua voce biografica contenga il template Bio e che i dati anagrafici siano correttamente compilati. Se il template Bio manca, inseriscilo tu stesso o, in alternativa, metti l'avviso {{tmp\|Bio}} che ne segnala la mancanza. Se i dati riportati sono sbagliati, correggi direttamente la voce biografica; le modifiche saranno visibili in questa lista entro pochi giorni. Per chiarimenti vedi il progetto biografie. La lista contiene solo le 269 persone che sono citate nell'enciclopedia e per le quali è stato implementato correttamente il template Bio. Pagina aggiornata al 18 ago 2025. |

- 1º dicembre - Jaidon Anthony, calciatore inglese
- 1º dicembre - Solomon Byrd, giocatore di football americano statunitense
- 1º dicembre - Adam Flagler, cestista statunitense
- 1º dicembre - T'at'o Grigalashvili, judoka georgiano
- 1º dicembre - Güneş, cantante turca
- 1º dicembre - Siad Haji, calciatore somalo
- 1º dicembre - Katie Hensien, sciatrice alpina statunitense
- 1º dicembre - Sérgio Miguel Lobo Araújo, calciatore portoghese
- 1º dicembre - Nico Schlotterbeck, calciatore tedesco
- 1º dicembre - Sof'ja Žuk, ex tennista e modella russa
- 2 dicembre - Pablo Bonilla, calciatore venezuelano
- 2 dicembre - Peter Buch Christiansen, calciatore danese
- 2 dicembre - Hugo Fernández Martínez, calciatore paraguaiano
- 2 dicembre - Michael Forrest, cestista statunitense
- 2 dicembre - Fred Hechinger, attore statunitense
- 2 dicembre - Anthony Johnson Jr., giocatore di football americano statunitense
- 2 dicembre - Jarrett Kingston, giocatore di football americano statunitense
- 2 dicembre - Kelvin Kiptum, maratoneta keniota († 2024)
- 2 dicembre - Nongmaithem Ratanbala Devi, calciatrice indiana
- 2 dicembre - Christopher Trejo, calciatore messicano
- 3 dicembre - Noah Fadiga, calciatore belga
- 3 dicembre - Jack Gohlke, cestista statunitense
- 3 dicembre - Kai Klefisch, calciatore tedesco
- 3 dicembre - Iverson Molinar, cestista panamense
- 3 dicembre - Negueba, calciatore brasiliano
- 3 dicembre - Merlin Surget, snowboarder francese
- 4 dicembre - Thymen Arensman, ciclista su strada e ciclocrossista olandese
- 4 dicembre - Filippo Ferrari, snowboarder italiano
- 4 dicembre - Sandro Kulenović, calciatore croato
- 4 dicembre - Just Kwaou-Mathey, ostacolista francese
- 4 dicembre - Uladzislaŭ Mal'kevič, calciatore bielorusso
- 4 dicembre - Ali McCann, calciatore nordirlandese
- 4 dicembre - Fynnian McCarthy, pallavolista canadese
- 4 dicembre - Tiakola, rapper e cantante francese
- 4 dicembre - Mauro Schmid, ciclista su strada e pistard svizzero
- 4 dicembre - Tahith Chong, calciatore olandese
- 4 dicembre - Mònica Dòria Vilarrubla, canoista andorrana
- 5 dicembre - Filip Barna, cestista serbo
- 5 dicembre - Josh Benson, calciatore inglese
- 5 dicembre - Viviana Del Angel, tuffatrice messicana
- 5 dicembre - Samiyah Hassan Nour, mezzofondista gibutiana
- 5 dicembre - Idris Kanu, calciatore inglese
- 5 dicembre - Maša Kondratenko, cantante e attrice ucraina
- 5 dicembre - Alessandro Morgillo, cestista italiano
- 5 dicembre - Willy Ta Bi, calciatore ivoriano († 2021)
- 5 dicembre - Vladyslav Ukraïnec', militare ucraino († 2022)
- 6 dicembre - Brynjar Ingi Bjarnason, calciatore islandese
- 6 dicembre - Sebastián Gonzales, calciatore peruviano
- 6 dicembre - Horst Lehr, lottatore tedesco
- 6 dicembre - Lennart Moser, calciatore tedesco
- 6 dicembre - Geraldo Rivera, pallavolista portoricano
- 6 dicembre - Martina Smeraldi, attrice pornografica italiana
- 6 dicembre - Christian Theoharous, calciatore australiano
- 7 dicembre - Iosra Abdelaziz, ex ginnasta italiana
- 7 dicembre - Uri Dahan, calciatore israeliano
- 7 dicembre - Sam Dalby, calciatore inglese
- 7 dicembre - Merchas Doski, calciatore tedesco
- 7 dicembre - Hannes Harju, giocatore di football americano finlandese
- 7 dicembre - Raddy Ovouka, calciatore congolese (Repubblica del Congo)
- 7 dicembre - Mirian Maisuradze, lottatore georgiano
- 7 dicembre - Anicet Oura, calciatore ivoriano
- 7 dicembre - Casper Øyvann, ex giocatore di calcio a 5 e calciatore norvegese
- 7 dicembre - Isaac Schmidt, calciatore svizzero
- 7 dicembre - Markees Watts, giocatore di football americano statunitense
- 7 dicembre - Jovani Welch, calciatore panamense
- 8 dicembre - Rasheedat Ajibade, calciatrice nigeriana
- 8 dicembre - Valentin Bayer, nuotatore austriaco
- 8 dicembre - Joël Beya, calciatore congolese (Repubblica Democratica del Congo)
- 8 dicembre - Renaldo Cephas, calciatore giamaicano
- 8 dicembre - Gabriel Chachashvili, cestista israeliano
- 8 dicembre - Cho Yi-hyun, attrice sudcoreana
- 8 dicembre - Halil Dervişoğlu, calciatore olandese
- 8 dicembre - Soge Culebra, rapper e cantautore spagnolo
- 8 dicembre - Reece James, calciatore inglese
- 8 dicembre - Burak Kapacak, calciatore turco
- 8 dicembre - Roque Nido, pallavolista portoricano
- 8 dicembre - Lassine Sinayoko, calciatore maliano
- 8 dicembre - Joy Woods, attrice teatrale statunitense
- 9 dicembre - Aitch, rapper britannico
- 9 dicembre - Junior Arteaga, calciatore nicaraguense
- 9 dicembre - Gabriel Furtado, calciatore brasiliano
- 9 dicembre - Lukas Schleimer, calciatore tedesco
- 9 dicembre - Patricia Silva, mezzofondista portoghese
- 9 dicembre - Linn Svahn, fondista svedese
- 9 dicembre - Jasper van der Werff, calciatore svizzero
- 10 dicembre - Manyumow Achol, calciatore neozelandese
- 10 dicembre - Tibor Andrásfi, schermidore ungherese
- 10 dicembre - Domagoj Bradarić, calciatore croato
- 10 dicembre - Ibrahima Diallo, cestista senegalese
- 10 dicembre - Tom de Glanville, rugbista a 15 inglese
- 10 dicembre - Reiss Nelson, calciatore inglese
- 10 dicembre - Lloyd Pandi, cestista canadese
- 10 dicembre - Célio Pompeu, calciatore brasiliano
- 10 dicembre - Jakob Thelle, pallavolista norvegese
- 10 dicembre - Arnas Velička, cestista lituano
- 11 dicembre - William Amponsah, mezzofondista e maratoneta ghanese
- 11 dicembre - Njabulo Blom, calciatore sudafricano
- 11 dicembre - Lazar Kojić, calciatore serbo
- 11 dicembre - Mads Boe Mikkelsen, calciatore faroese
- 11 dicembre - Kraig Noel-McLeod, calciatore inglese
- 11 dicembre - Antoine Valério, calciatore francese
- 12 dicembre - Alexander Bolaños, calciatore ecuadoriano
- 12 dicembre - Jonathan Nahimana, calciatore burundese
- 13 dicembre - Marina Bassols Ribera, tennista spagnola
- 13 dicembre - Cristian, calciatore brasiliano
- 13 dicembre - Ildi Gruda, calciatore albanese
- 13 dicembre - Adrian Gryszkiewicz, calciatore polacco
- 13 dicembre - Holly Hibbott, nuotatrice britannica
- 13 dicembre - Omar Imeri, calciatore macedone
- 13 dicembre - Anett Németh, pallavolista ungherese
- 13 dicembre - Morris Udeze, cestista statunitense
- 14 dicembre - Aleksandar Borković, giocatore di football americano serbo
- 14 dicembre - Karley Scott Collins, attrice statunitense
- 14 dicembre - Oliver Cooper, calciatore inglese
- 14 dicembre - Dylan Laube, giocatore di football americano statunitense
- 14 dicembre - Georgia Ponsonby, rugbista a 15 neozelandese
- 14 dicembre - Dante Stills, giocatore di football americano statunitense
- 14 dicembre - Boubacar Traoré, calciatore maliano
- 15 dicembre - Atalel Anmut, mezzofondista e maratoneta etiope
- 15 dicembre - Sebastian Berwick, ciclista su strada australiano
- 15 dicembre - Chris Kouakou, calciatore ivoriano
- 15 dicembre - Yūta Miyamoto, calciatore giapponese
- 15 dicembre - Michael Omosanya, calciatore lussemburghese
- 15 dicembre - Laurenz Rex, ciclista su strada belga
- 15 dicembre - Zaid Romero, calciatore argentino
- 15 dicembre - Justyn Ross, giocatore di football americano statunitense
- 15 dicembre - Dion Sanderson, calciatore inglese
- 15 dicembre - Matt Waletzko, giocatore di football americano statunitense
- 16 dicembre - Kristýna Brabencová, cestista ceca
- 16 dicembre - Joachim Carcela-González, calciatore belga
- 16 dicembre - Michela Ciarrocchi, pallavolista italiana
- 16 dicembre - Mohamed Farsi, calciatore algerino
- 16 dicembre - Facundo García, calciatore argentino
- 16 dicembre - Marin Grote, pallavolista statunitense
- 16 dicembre - Brittney Kade, attrice pornografica statunitense
- 16 dicembre - Lautaro Morales, calciatore argentino
- 16 dicembre - Sarah Noutcha, schermitrice francese
- 16 dicembre - Bryce Robinson, attore statunitense
- 16 dicembre - Oleksandr Romančuk, calciatore ucraino
- 16 dicembre - Magomed-Šapi Sulejmanov, calciatore russo
- 16 dicembre - Delarrin Turner-Yell, giocatore di football americano statunitense
- 16 dicembre - Josué Villafranca, calciatore honduregno
- 17 dicembre - Beanie Bishop, giocatore di football americano statunitense
- 17 dicembre - Marcelino Carreazo, calciatore colombiano
- 17 dicembre - Hayden Carter, calciatore inglese
- 17 dicembre - Michela Catena, calciatrice italiana
- 17 dicembre - Michael Devoe, cestista statunitense
- 17 dicembre - Hallgeir Engebråten, pattinatore di velocità su ghiaccio norvegese
- 17 dicembre - Kyler Gordon, giocatore di football americano statunitense
- 17 dicembre - Santeri Haarala, calciatore finlandese
- 17 dicembre - Holly Humberstone, cantautrice britannica
- 17 dicembre - Josh Paschal, giocatore di football americano statunitense
- 17 dicembre - Paxton Pomykal, calciatore statunitense
- 17 dicembre - Tayyip Sanuç, calciatore turco
- 17 dicembre - Samuel Sosa, calciatore venezuelano
- 17 dicembre - Weronika Zawistowska, calciatrice polacca
- 18 dicembre - Nias Hefti, calciatore svizzero
- 18 dicembre - Dorka Juhász, cestista ungherese
- 18 dicembre - Niko Kytösaho, saltatore con gli sci finlandese
- 18 dicembre - Stefan Momirov, cestista serbo
- 18 dicembre - YBN Nahmir, rapper, cantautore e attore statunitense
- 18 dicembre - Begoña Vargas, attrice, ballerina e modella spagnola
- 18 dicembre - Žak Žirovnik, ex sciatore alpino sloveno
- 19 dicembre - Athanasios Ghavelas, atleta paralimpico greco
- 19 dicembre - Anthony Likiliki, calciatore tongano
- 19 dicembre - Matías Marín, calciatore cileno
- 19 dicembre - Matúš Rusnák, calciatore slovacco
- 19 dicembre - Cristian Stoian, rugbista a 15 italiano
- 20 dicembre - Sleepy Hallow, rapper giamaicano
- 20 dicembre - Jack Jean Baptiste, calciatore honduregno
- 20 dicembre - Kim Ye-jin, pattinatrice di short track sudcoreana
- 20 dicembre - Christian Kouan, calciatore ivoriano
- 20 dicembre - Nicolas Kristof, calciatore tedesco
- 20 dicembre - Elijah McCadden, cestista statunitense
- 20 dicembre - Kaevon Merriweather, giocatore di football americano statunitense
- 20 dicembre - Matěj Polidar, calciatore ceco
- 20 dicembre - Xavier Thomas, giocatore di football americano statunitense
- 20 dicembre - Caleb Zady Sery, calciatore ivoriano
- 20 dicembre - Aleksandar Đorđević, calciatore serbo
- 21 dicembre - Mads Agger, calciatore danese
- 21 dicembre - Martin Assomo, calciatore camerunese
- 21 dicembre - Michael Barrett, giocatore di football americano statunitense
- 21 dicembre - Trova Boni, calciatore burkinabé
- 21 dicembre - Alfie Doughty, calciatore inglese
- 21 dicembre - Renee Holmes, rugbista a 15 neozelandese
- 21 dicembre - Justin Lonwijk, calciatore olandese
- 21 dicembre - Alessandro Milesi, calciatore peruviano
- 22 dicembre - Nuraly Álip, calciatore kazako
- 22 dicembre - Chiara Censori, pattinatrice artistica su ghiaccio e pattinatrice di figura in-line italiana
- 22 dicembre - Merisa Dautović, cestista slovena
- 22 dicembre - Tomori Kusunoki, doppiatrice e cantante giapponese
- 22 dicembre - Javier Martínez Calvo, calciatore spagnolo
- 22 dicembre - Mondy Prunier, calciatore haitiano
- 22 dicembre - Filippo Scotti, attore italiano
- 22 dicembre - Gabriele Zappa, calciatore italiano
- 22 dicembre - Semih Şahin, calciatore tedesco
- 23 dicembre - Dmitrij Kozlovskij, pattinatore artistico su ghiaccio russo
- 23 dicembre - Samuel Lino, calciatore brasiliano
- 23 dicembre - Jurij Macura, cestista sloveno
- 23 dicembre - Ovella Ochieng, calciatore keniota
- 23 dicembre - Semir Telalović, calciatore tedesco
- 23 dicembre - Deven Thompkins, giocatore di football americano statunitense
- 24 dicembre - Nelson Sarmento, calciatore est-timorese
- 24 dicembre - Sam Sessoms, cestista statunitense
- 24 dicembre - Chris Smith, cestista statunitense
- 24 dicembre - Gonzalo Torres, calciatore argentino
- 25 dicembre - Adut Akech, modella sudsudanese
- 25 dicembre - Simen Bolkan Nordli, calciatore norvegese
- 25 dicembre - Bülow, cantante canadese
- 25 dicembre - Shaine Casas, nuotatore statunitense
- 25 dicembre - Leandro Fernandes, calciatore olandese
- 25 dicembre - Corrie Ndaba, calciatore irlandese
- 25 dicembre - Markquis Nowell, cestista statunitense
- 25 dicembre - Dynoro, disc jockey e produttore discografico lituano
- 26 dicembre - Sofia Bryant, attrice finlandese
- 26 dicembre - Tea Gueci, scacchista italiana
- 26 dicembre - Najim Haidary, calciatore afghano
- 26 dicembre - Tommaso Marcon, pilota motociclistico italiano
- 26 dicembre - Anthony Markanich, calciatore statunitense
- 26 dicembre - Marta Morara, altista italiana
- 26 dicembre - Henry Offia, calciatore nigeriano
- 26 dicembre - Abou Ouattara, calciatore burkinabé
- 26 dicembre - Mathías Pintos, calciatore uruguaiano
- 26 dicembre - Grégoire Saucy, pilota automobilistico svizzero
- 26 dicembre - Aiko, cantautrice ceca
- 27 dicembre - Arman Andreasyan, lottatore armeno
- 27 dicembre - Pablo Carro, attore, ballerino e modello spagnolo
- 27 dicembre - Abdoulaye Cissoko, calciatore francese
- 27 dicembre - Marco Iacobellis, calciatore argentino
- 27 dicembre - Noah Kirkwood, cestista canadese
- 27 dicembre - Gabriel Rodrigues, calciatore brasiliano
- 27 dicembre - Milan Obradović, calciatore serbo
- 27 dicembre - Brock Purdy, giocatore di football americano statunitense
- 27 dicembre - Elias Saad, calciatore tunisino
- 27 dicembre - Saori Takarada, calciatrice giapponese
- 28 dicembre - Ariadina Alves Borges, calciatrice brasiliana
- 28 dicembre - Tyrese Campbell, calciatore inglese
- 28 dicembre - Bienvenue Kanakimana, calciatore burundese
- 28 dicembre - Shadrack Kimutai Koech, mezzofondista e maratoneta kazako
- 28 dicembre - Svea Kågemark, cantautrice svedese
- 28 dicembre - Rúnar Þór Sigurgeirsson, calciatore islandese
- 28 dicembre - Dominik Stříteský, pilota di rally ceco
- 28 dicembre - Big30, rapper statunitense
- 29 dicembre - Darian Kinnard, giocatore di football americano statunitense
- 29 dicembre - Bojan Radulović, calciatore spagnolo
- 29 dicembre - Rosina Randafiarison, sollevatrice malgascia
- 29 dicembre - Luca Rastelli, ciclista su strada italiano
- 29 dicembre - Andreas Skov Olsen, calciatore danese
- 29 dicembre - Laura Sondore, calciatrice lettone
- 29 dicembre - Francisco Trincão, calciatore portoghese
- 29 dicembre - Miloš Zličić, calciatore serbo
- 29 dicembre - Artem Čeljadin, calciatore ucraino
- 30 dicembre - Veronika Erjavec, tennista slovena
- 30 dicembre - Jeffinho, calciatore brasiliano
- 30 dicembre - Mátyás Katona, calciatore ungherese
- 30 dicembre - Krzysztof Kiljan, ostacolista polacco
- 30 dicembre - Denner Fernando Melz, calciatore brasiliano
- 30 dicembre - Sanaâ Mssoudy, calciatrice marocchina
- 30 dicembre - Soma Szuhodovszki, calciatore ungherese
- 30 dicembre - Jason Taylor II, giocatore di football americano statunitense
- 30 dicembre - Jean-Clair Todibo, calciatore francese
- 30 dicembre - Jan Voneš, pistard e ciclista su strada ceco
- 31 dicembre - Ellesse Andrews, pistard neozelandese
- 31 dicembre - Calvin Bassey, calciatore inglese
- 31 dicembre - Polina Chan, taekwondoka russa
- 31 dicembre - Leif Davis, calciatore inglese
- 31 dicembre - Garven Metusala, calciatore canadese
- 31 dicembre - Jason Daði Svanþórsson, calciatore islandese
- 31 dicembre - Winfred Yavi, siepista e mezzofondista keniota